# HD 196385
HD 196385，又名CD-2514920，SAO 189503、HR 7877，是一颗恒星，视星等为6.36，位于銀經19.54，銀緯-33.67，其B1900.0坐标为赤經20h 31m 55s，赤緯-25° -33.67′ 26″。